# Протопопиха
Протопо́пиха (чув. Протопопиха ялĕ) — бывшая деревня Чебоксарского уезда (позднее — Чебоксарского района) в черте современных Чебоксар, в 1940 году вошедшая в состав города.

Ныне — в Московском административном районе Чебоксар.

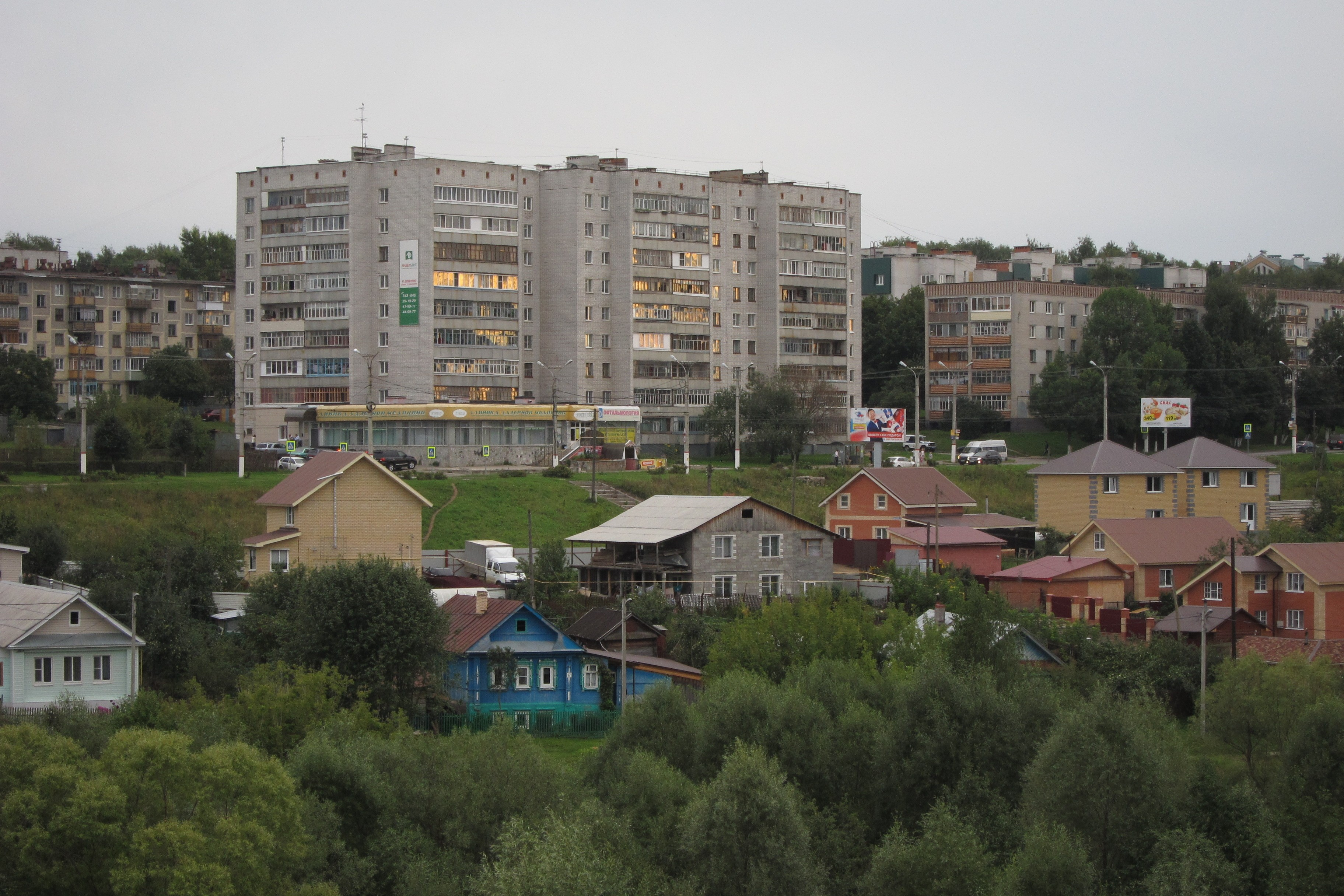
Вид на Протопопиху и улицу Энтузиастов с Октябрьского моста (проспект Никольского), август 2014 г.

## Название
Название деревни произошло, вероятно, от церковного чина «протопоп» — деревня была вотчиной Введенского собора.

## История
В переписной книге 1649 года наряду с другими русскими деревнями, возникшими за 70 предшествующих лет на землях ясачных чувашей, упоминается и Введенского собора д. Протопопово:36.

Одно из первых упоминаний о Протопопихе встречается в указной грамоте из Приказа Казанского дворца от 24 июля 1688 года чебоксарскому воеводе Борису Семёновичу Львову, в которой деревня называлась как часть домовой вотчины Чебоксарского Введенского собора: 

в той деревне Протопоповке за пр[отопопом] з братьею семь дворов крестьянских, а людей в них тож. У них детей и братьев, и племянников, и зятьев дватцать шесть человек; да бобыльских три двора, людей в них тож. У них детей и братьев, и племянников, и зятьев восмь человек. Да пустых бобыльских пять дворов.
Проведённая в 1764 году Екатериной II секуляризация церковных земель лишила Введенский кафедральный собор крепостных: крестьяне Протопопихи были переведены в разряд экономических. 

Однако между бывшими крепостными собора и духовенством разгорелся конфликт по поводу земельных угодий, прежде всего сенных покосов за Волгой. Тяжбу разбирал Чебоксарский уездный суд, который признал полученную крестьянами часть церковного надела собственностью крестьян.

### Административно-территориальная принадлежность
До 1 октября 1927 года деревня — в составе Чебоксарской волости Чебоксарского уезда Казанской губернии, после — в составе Чебоксарского района, административный центр Протопопинского сельского совета:224.
9 ноября 1938 года деревня была переименована в Заводское:154.

В 1939 году в соответствии с генеральным планом (разработан Горьковским крайпрогором) в городскую черту Чебоксар были включены земли 11 прилегающих деревень Чебоксарского района: Набережная, Якимово, Банново, Соляное, Кнутиха, Будайка, Усадки, Заводская, Рябиновка, Новоилларионово, Сосновка, дополнительно — Кошкино, Завражная:264. Однако по состоянию на 1 января 1941 года ещё существовал Заводской сельский совет в составе Чебоксарского района. 

28 декабря 1961 года решением Президиума Верховного Совета Чувашской АССР Заводской сельсовет Чебоксарского района был передан в административное подчинение горсовета, в том числе деревни Заводская, Завражное, Рябиновка, Селиваново и Новоилларионово с населением около 1600 чел:364. С 23 апреля 1973 года, после образования в Чебоксарах административных районов, Заводское — в административном подчинении Московскому райсовету города Чебоксары, с 24 мая 1978 года деревня — в составе Чандровского сельского совета:154.

По состоянию на 1 мая 1981 года деревни Чандрово, Заводское, Завражное, Новоилларионово, Рябиновка и Селиваново Чандровского сельсовета образовывали совхоз «Чебоксарский»:78.

25 апреля 1997 года соглашением между администрациями города Чебоксары и Чебоксарского района деревни Заводское, Завражное, Новоилларионово, Рябиновка, Селиваново и посёлок Новые Лапсары исключены из перечня населённых пунктов Чувашской Республики как фактически слившиеся с территорией города Чебоксары.

## Население
В 1646 году в деревне числилось 5 крестьянских и 3 бобыльских двора с 34 крепостными мужского пола:43, 1 бобыльский двор пустой.
в 1650/51 годах — 5 дворов крестьянских и ни одного двора бобыльского. В 1679 году поземельное обложение в России было заменено подворным и бобылей также обязали выплачивать подати в казну.
В 1685 году — семь крестьянских дворов с 26 чел. мужского пола, три бобыльских двора с 8 чел. мужского пола, пять пустых дворов:43.

Оказывается, что в предшествующие годы хозяева двух бобыльских дворов, ушедшие от своих помещиков и жившие в Протопоповке, были переданы своим прежним владельцам; ещё два бобыля бежали: один — Ф. Наумов, — перешёл в поместье подьячего П. Степанова, другой — Е. Любимов, — скрылся в неизвестном направлении. Судьба владельцев ещё двух пустых дворов неизвестна. В поданной в Приказ Казанского дворца в 1688 году челобитной попы собора указывали на то, что их крестьяне: «…великих государей всякие подати платят и стрелецкой хлеб против служилых людей втрое, и с пустых дворов платят они ж, а на них, протопопа с братьею, пашни не пашут и оброка не дают, потому что скудны и бедны и обнищали».— Церковно-монастырские крестьяне в Чувашии в XVII веке…
| Год     | 1643:43 | 1650/1651 | 1685 | 1781/1782 | 1859 | 1897 | 1907 |
| ------- | ------- | --------- | ---- | --------- | ---- | ---- | ---- |
| Жителей |         |           |      | 49        | 84   | 143  | 167  |
| Мужчин  | 34      |           | 34   |           | 39   |      |      |
| Женщин  |         |           |      |           | 45   |      |      |
| Дворов  | 9       | 5         | 15   |           | 12   |      |      |

## Инфраструктура
Улицы: Красногорская, Тельмана и Добролюбова.

Деревня частично обеспечена центральным водоснабжением.

## Смежные улицы
- Улица Энтузиастов
- Проспект Никольского
- Улица Эльменя

## Прочее
- Несмотря на то, что деревня признана исчезнувшей и на момент включения в состав Чебоксар называлась Заводское, топоним «Протопопиха» остался в названии остановки общественного транспорта[14][15].